# Muara Takus
Muara Takus is een bestuurslaag in het regentschap Kampar van de provincie Riau, Indonesië. Muara Takus telt 2440 inwoners (volkstelling 2010).